# Sự phát triển lông của người
Sự phát triển lông của người là hiện tượng tồn tại ở khắp nơi trên cơ thể, trừ lòng bàn chân, môi, lòng bàn tay, một số vùng của cơ quan sinh dục ngoài, rốn, mô sẹo và lông mi, mí mắt. Lông nằm trong cấu trúc biểu mô lát tầng sừng hóa, cấu tạo từ nhiều lớp tế bào phẳng bện vào nhau tựa như dây thừng, giúp tăng độ bền cơ học cho thân lông.
Keratin là một protein cấu tạo nên lông và kích thích mọc lông.
Lông theo một chu kỳ tăng trưởng cụ thể với ba giai đoạn khác biệt nhưng diễn ra đồng thời: giai đoạn tăng trưởng, giai đoạn dừng tăng trưởng và giai đoạn thoái hóa. Mỗi giai đoạn có sự phát triển độ dài lông khác nhau.
Cơ thể có nhiều loại lông khác nhau, gồm lông tơ và lông trên cơ thể (lông androgen), mỗi loại có cấu trúc tế bào riêng. Cấu trúc đa dạng này giúp lông mang những đặc điểm độc đáo, có những chức năng cụ thể, chủ yếu là giữ nhiệt (không biểu hiện nhiều ở người hiện đại) và hàng rào bảo vệ vật lý của cơ thể. Hầu hết loài người phát triển lông dày và dài nhất trên da đầu (còn gọi là tóc) và lan đến vùng da mặt (quan sát được ở nam giới, cụ thể là râu). tóc này thường mọc đến vài decimet trước khi thôi dài ra, nhưng cá biệt nhiều người mọc tóc rất dài.

## Chu kỳ tăng trưởng

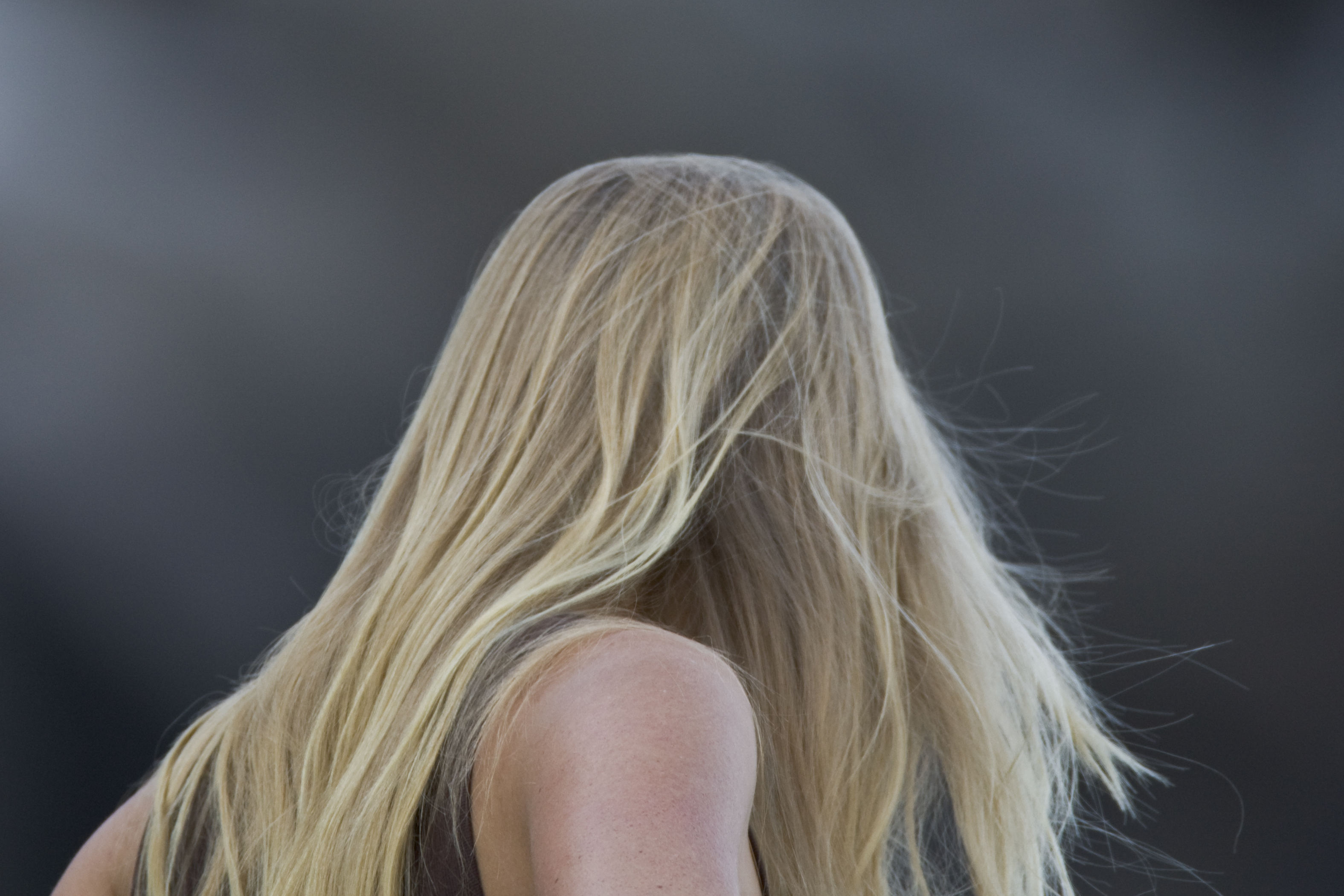
Ở mỗi người, tóc mọc ở tốc độ và độ dài khác nhau. Thành phần của nó gây ra màu sắc và kết cấu khác nhau, ảnh hưởng đến độ dài của sợi tóc.

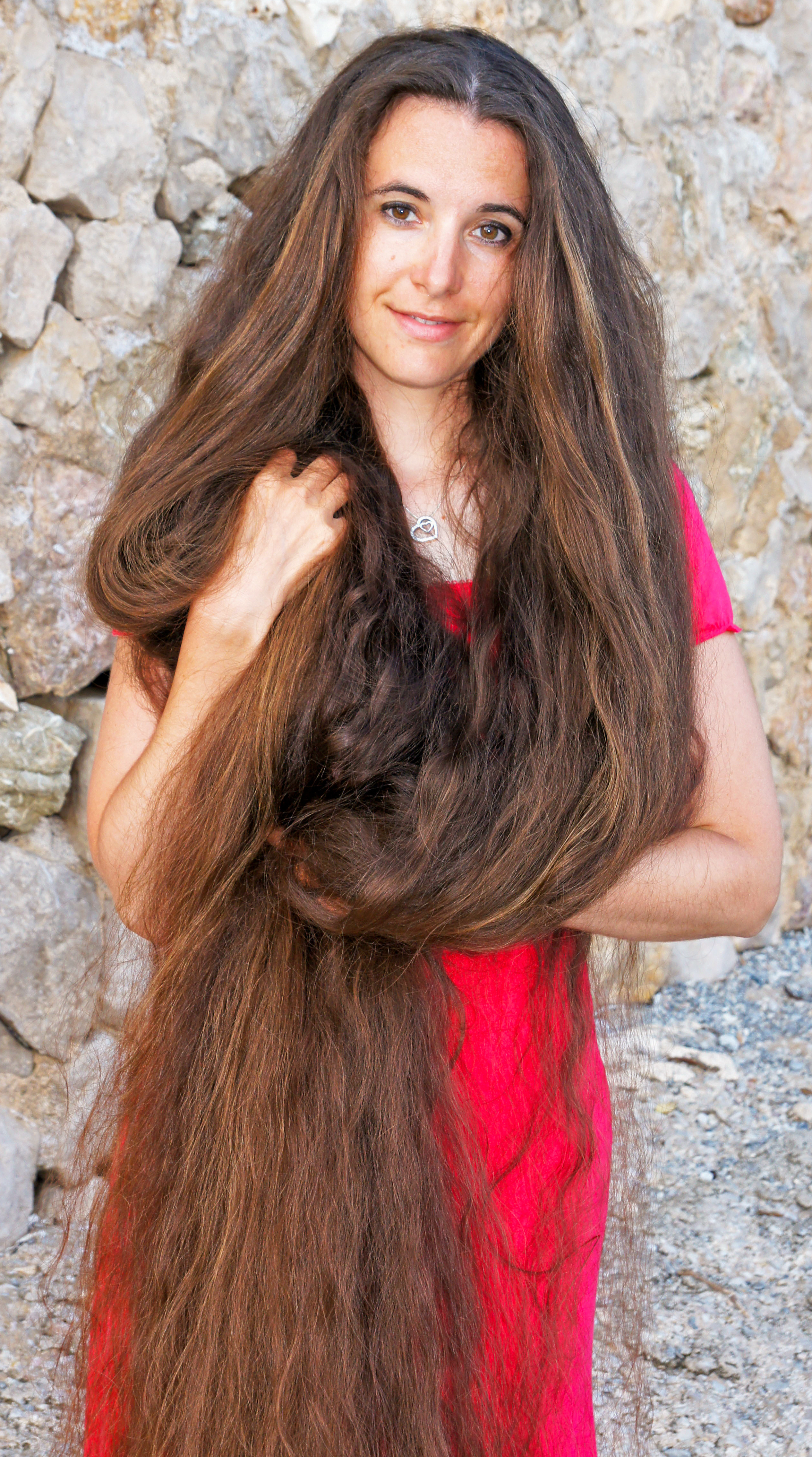
Marianne Ernst, một "người mẫu tóc dài" người Đức.

Ba giai đoạn tăng trưởng của lông là giai đoạn tăng trưởng, giai đoạn dừng tăng trưởng và giai đoạn thoái hóa. Mỗi sợi lông trên cơ thể con người nằm ở một giai đoạn phát triển riêng biệt. Khi hoàn tất, chu trình lặp lại, hình thành một sợi lông mới. Tốc độ tăng trưởng của lông khác nhau giữa người này và người khác, phụ thuộc vào giới tính, tuổi tác, khuynh hướng di truyền và vô số yếu tố môi trường. Tốc độ tăng trưởng lông của người trung bình nằm vào khoảng 1,25   centimet (0,5 inch) mỗi tháng, hoặc khoảng 15 cm (6 inch) mỗi năm.

### Giai đoạn tăng trưởng
Giai đoạn tăng trưởng (Anagen phase) là giai đoạn lông mọc với tốc độ khoảng 1 cm mỗi tháng. Nơi bắt đầu là ở trong nang lông, có thể kéo dài từ 3 đến 5 năm. Khoảng thời gian lông trong giai đoạn tăng trưởng này do yếu tố di truyền chi phối.  Thời gian lông càng ở trong giai đoạn tăng trưởng càng lâu, lông sẽ càng dài. Trong giai đoạn này, các tế bào lân cận cạnh nang lông, trong một lớp mầm, phân chia để tạo ra các sợi lông mới. Nang sẽ tự chôn vào chân bì da để nuôi dưỡng sợi.  Yại bất kỳ thời điểm nào, khoảng 85% - 90% tóc (ở đầu) của một người là đang ở giai đoạn tăng trưởng.

### Giai đoạn dừng tăng trưởng
Giai đoạn dừng tăng trưởng (catagen phase), còn được gọi là giai đoạn chuyển tiếp, là giai đoạn nang trứng tân tạo chính nó. Trong thời gian khoảng hai tuần này, nang lông co lại do nang lông tách ra "nghỉ ngơi". Hậu quả là sợi lông bị cắt đứt khỏi nguồn cung cấp máu nuôi dưỡng. Tín hiệu được cơ thể gửi (ảnh hưởng chọn lọc 1% tất cả lông tồn tại cơ thể của một người) xác định khi nào giai đoạn tăng trưởng kết thúc, khởi đầu giai đoạn dừng tăng trưởng. Dấu hiệu đầu tiên của dừng tăng trưởng là việc ngừng sản xuất melanin trong hành lông và kích hoạt quá trình tự hủy của tế bào hắc tố (melanocyte). Cuối cùng, nang lông dài bằng 1/6 độ dài ban đầu, khiến thân lông bị đẩy lên cao. Như vậy, mặc dù lông không phát triển trong giai đoạn này, nhưng chiều dài của các sợi tận cùng tăng lên, nguyên nhân là do nang lông đẩy chúng lên.

### Giai đoạn thoái hóa
Trong giai đoạn thoái hóa (telogen phase, còn gọi là giai đoạn rụng), nang lông không hoạt động trong thời gian từ một đến bốn tháng. Tại bất kỳ thời điểm nào, 10% đến 15%  tóc (trên đầu) của một người đang trong giai đoạn tăng trưởng này. Các tế bào biểu bì lót kênh nang lông tiếp tục phát triển như bình thường và tích tụ quanh chân lông, tạm thời neo lông tại chỗ và bảo quản lông.
Tại một số thời điểm, nang lông sẽ bắt đầu phát triển trở lại, làm mềm điểm neo thân lông ban đầu. Lông thoát ra khỏi chân lông và rụng. Trong vòng hai tuần, thân lông mới sẽ bắt đầu xuất hiện sau khi giai đoạn thoái hóa hoàn tất. Quá trình rụng lông thông thường được gọi là rụng lông sinh lý.

## Ức chế và rối loạn tăng trưởng
Ở hầu hết mọi người, sự phát triển của da đầu sẽ dừng lại do sự thoái hóa nang lông sau khi đạt được chiều dài 0,6 đến 1 met. Những người có bất thường về sự phát triển của tóc sẽ mọc tóc dài hơn kích cỡ quy định này.

### Hóa trị liệu
Hầu hết các loại thuốc hóa trị liệu hoạt động bằng cách tấn công các tế bào phân chia nhanh. Việc nhân lên của tế bào nhanh chóng là một trong những dấu hiệu đặc trưng của bệnh ung thư. Do đó, các loại thuốc hóa trị thường ức chế sự phát triển của lông. Liều lượng và loại thuốc sẽ quyết định mức độ nghiêm trọng của rụng lông. Sau khi quá trình hóa trị kết thúc, quá trình mọc lông mới có thể bắt đầu sau ba đến 10 tuần.

### Rụng lông
Hói đầu là tình trạng bệnh rụng lông có thể xảy ra ở bất cứ ai ở bất kỳ giai đoạn nào của cuộc đời. Cụ thể, rụng lông từng vùng (alopecia areata) la bệnh tự miễn khiến lông tự rụng. Đặc điểm là xuất hiện các mảng hói trên da đầu hoặc các bộ phận khác của cơ thể, cuối cùng có thể gây ra hói toàn bộ cơ thể. Bệnh này cản trở chu kỳ phát triển của lông bằng cách thúc đẩy nang lông nhanh chóng rời khỏi giai  đoạn tăng trưởng tiến tới pha thoái hóa.
Rụng lông do sức kéo (Traction alopecia) là hiện tượng tóc trên đầu chịu lực căng kéo quá lâu hoặc quá mạnh dẫn đến rụng xuống. Tóc đuôi ngựa buộc chặt tạo sức căng cho tóc là một trong những nguyên nhân gây ra bệnh này. Nhổ lông hoặc tẩy lông mày thường xuyên, có thể ức chế tăng trưởng lông.
Trên da đầu, tóc hay rụng xung quanh đường chân tóc, để lại số lượng tóc dày nhất ở đỉnh. Lông tơ nhỏ thay thế tóc bị mất.

### Xạ trị ở đầu
Các nang lông của con người rất nhạy cảm với tác động của xạ trị lên vùng đầu (điều trị ung thư não). Rụng tóc bắt đầu hai tuần sau liều xạ trị đầu tiên và sẽ tiếp tục trong vài tuần tiếp theo. Các nang lông bước vào giai đoạn thoái hóa và mọc lại trong 2,5 đến 3 tháng sau khi tóc rụng. Tái mọc tóc sau khi điều trị thường sẽ thưa tóc hơn.

### UV-B
Mức UV trong phạm vi 20 hoặc 50 mJ cm−2 (tia UV-B) được chứng minh là có tác dụng ức chế sự phát triển của lông, làm giảm melanin và làm hỏng nang lông.